# گئورگ کاریوس

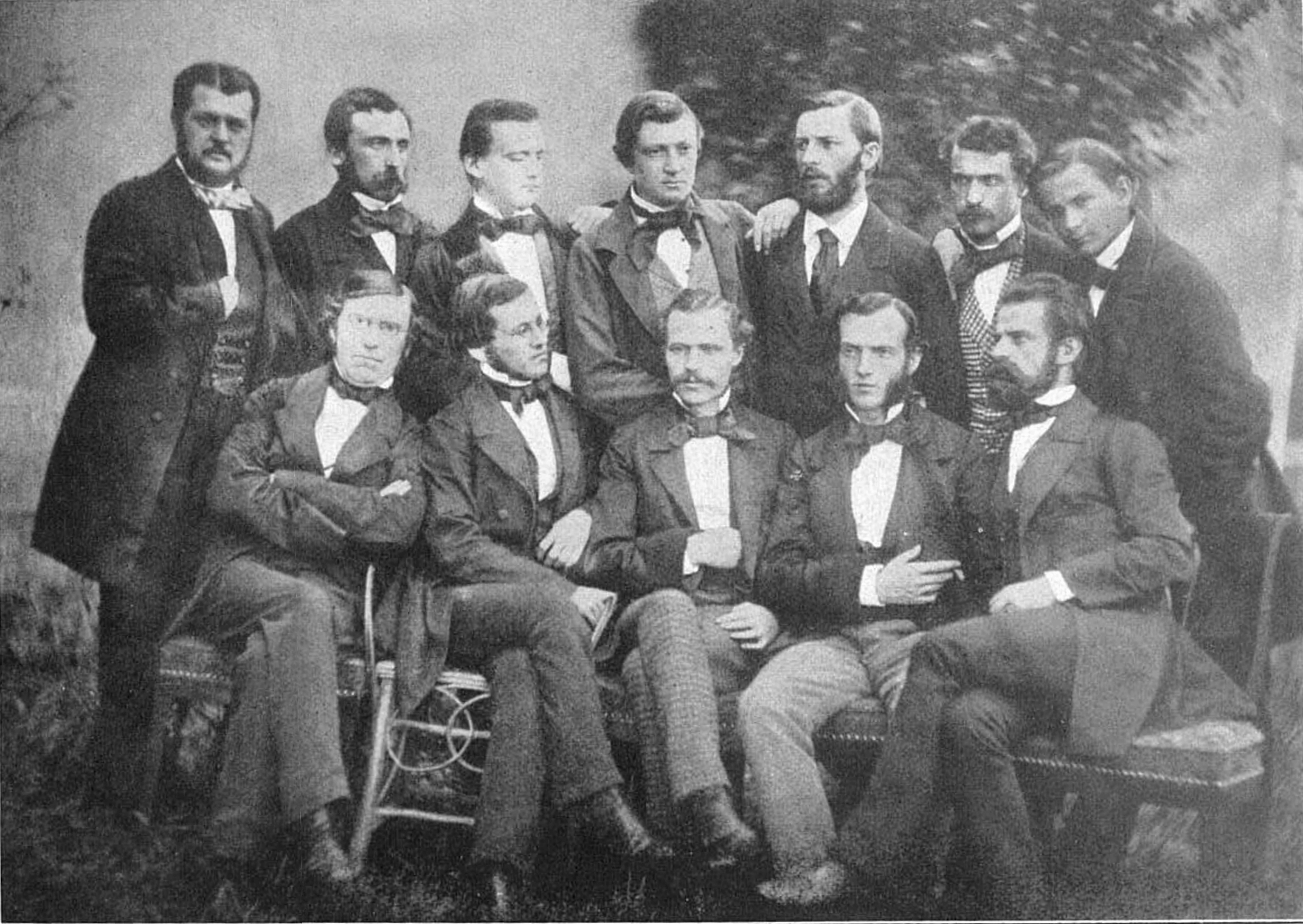
ایستاده از چپ به راست: Ernest Gaupillat, Agostin Frapolli (1824-1903), Adolf Wagner (1835-1917), Henry Roscoe (1833-1915), Lothar Meyer (1830-1895), Angelo Pavesi (1830-1896), Konrad Beilstein (1838-1906)
نشسته از چپ به راست: Johann Friedrich Bahr (1815-1875), Hans Landolt (1831-1910), Ludwig Carius (1829-1875), August Kekulé (1829-1896) kaj Leopold von Pebal (1826-1887)
گئورگ کاریوس نفر سوّم نشسته است.

گئورگ کاریوس (آلمانی: Georg Ludwig Carius؛ ۲۴ اوت ۱۸۲۹ – ۲۴ آوریل ۱۸۷۵) یک شیمی‌دان اهل آلمان بود.